# Sissili (tỉnh)
Sissili là một trong 45 tỉnh của Burkina Faso, tọa lạc ở vùng Centre-Ouest.
Tỉnh này có diện tích 7.136 km², dân số 153.560 người (ước tính năm 1997), mật độ dân số là 21,5 người/km² 
Thủ phủ là Léo.
Sissili được chia thành 7 tổng:
- Bieha
- Boura
- Léo
- Nebielianayou
- Niabouri
- Silly
- To